# Tragedia de Superga
La tragedia de Superga fue un accidente aéreo sucedido el 4 de mayo de 1949 cuando el avión Fiat G.212 de Avio Linee Italiane, en el que viajaba todo el equipo de fútbol Torino Football Club, que es popularmente muy conocido como Il Grande Torino, se estrelló contra el muro de contención en la parte posterior de la Basílica de Superga, que se encuentra en la colina de Turín. Se registraron 31 víctimas mortales, incluyendo 18 jugadores del mítico equipo turinés, empleados del club, periodistas y la tripulación del avión. El equipo transalpino venía de disputar un partido de despedida para el futbolista luso Xico Ferreira en Lisboa contra el SL Benfica.
Esta tragedia aérea impactó a Italia y a toda Europa. Italia no solo perdió a su mejor equipo, sino también a la base de la selección italiana que al año siguiente competiría en el Mundial de Fútbol a celebrarse en Brasil.

## Historia
El avión en el que viajaba el Torino AC traía de vuelta a casa al equipo después de un amistoso disputado en Lisboa contra el Benfica de Portugal para festejar la despedida del capitán del equipo luso "Xico" Ferreira. En el accidente perdieron la vida todos los jugadores del Torino, considerada una de las formaciones más fuertes del mundo en aquel periodo, que había ganado cinco campeonatos de liga consecutivos desde la temporada 1942-43 hasta la 1948-49 (los campeonatos 1943-44 y 1944-45 no se disputaron a causa de la Segunda Guerra Mundial), por lo que el club granata se encontraba viviendo los mejores momentos de su historia. De los 11 jugadores de la selección italiana de ese período, 10 pertenecían al club.
En el accidente perdieron la vida también dirigentes del equipo y sus acompañantes, y tres de los mejores periodistas deportivos italianos: Renato Casalbore (fundador de Tuttosport), Renato Tosatti (Gazzetta del Popolo) y Luigi Cavallero (La Stampa). Para identificar los cuerpos fue llamado entre otros el director técnico de la selección italiana de la década de los 30 Vittorio Pozzo, que conocía muy bien a los jugadores del Torino. El jugador Sauro Tomá que tenía el menisco lesionado, no formó parte de la delegación, salvándose así milagrosamente del accidente.
El impacto que tuvo la tragedia en Italia fue muy fuerte. El Torino fue proclamado campeón del torneo y los rivales presentaron, cuando les correspondía enfrentar al Torino, formaciones juveniles. El día del funeral medio millón de personas fueron a la Piazza Castello de Turin para dar el último adiós a los campeones. El impacto en la sociedad transalpina fue de tal magnitud que al año siguiente la selección azzurra fue al Mundial de Brasil en barco.
Rápidamente, como un gesto de solidaridad, el club River Plate de Argentina se ofreció para jugar un partido amistoso a beneficio de los familiares de los fallecidos jugadores, el día 26 de mayo de 1949, contra un combinado de la Serie A llamado Torino Simbolo. El equipo argentino viajó con todas sus figuras (Alfredo Di Stéfano, Ángel Labruna, Amadeo Carrizo y Pipo Rossi). A pesar de que el costo de las entradas era elevado, el estadio estuvo a rebosar y tuvo gran repercusión en toda Italia. 
Años más tarde, y todavía con el recuerdo fresco de aquel acto solidario, el Torino, de tradicional camiseta color borravino, estrenó una remera alternativa de color blanco con una banda transversal color bordo en el pecho, similar a la de River, en homenaje y agradecimiento al club argentino. A su vez, el Torino obsequió camisetas con sus colores a River Plate y estos fueron utilizados como colores alternativos, a partir  de 1950 y hasta el presente.

## Accidente
El Fiat G.212 de tres motores, con el registro de la aeronave I-ELCE, de Avio Linee Italiane, despegó de Lisboa a las 09:40 del 4 de mayo de 1949. El comandante del avión era el teniente coronel Meroni. El vuelo aterrizó en el aeropuerto de Barcelona a las 13:00. Mientras la aeronave se repostaba durante la escala, el Torino se reunió para almorzar con el Milan, que fueron dirigidos a Madrid.

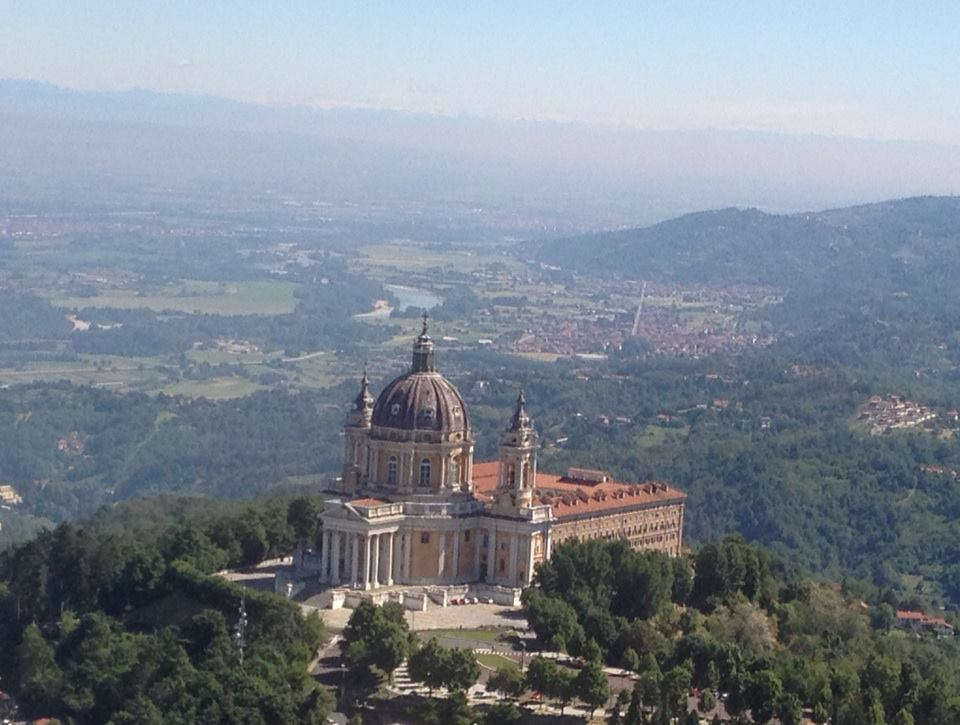
Vista aérea de la Basílica de Superga.

A las 14:50, el vuelo continuó hacia el aeropuerto de Turín-Aeritalia. La ruta del vuelo era tomar Cap de Creus, Toulon, Niza, Albenga y Savona. Sobre Savona, el avión viró hacia el norte, en dirección a la capital de Piamonte, donde se esperaba que llegara en 30 minutos. El clima en Turín era complicado; a las 16:55, el aeropuerto de Aeritalia comunicó la situación meteorológica al piloto, nubes que casi tocaban el suelo, chubascos, fuertes ráfagas de viento del suroeste y muy poca visibilidad horizontal (40 m).
En este punto, la torre solicitó la posición del piloto. Después de unos minutos de silencio (a las 16:59) llegó la respuesta: "Cuota 2.000 m. QDM en Pino, luego cortaremos en Superga". En Pino Torinese, que se encuentra entre Chieri y Baldissero Torinese, al sureste de Turín, había una estación de radio VDF, para proporcionar un QDM (curso magnético que debe tomarse con la cabeza como aproximación por radio) en solicitud.

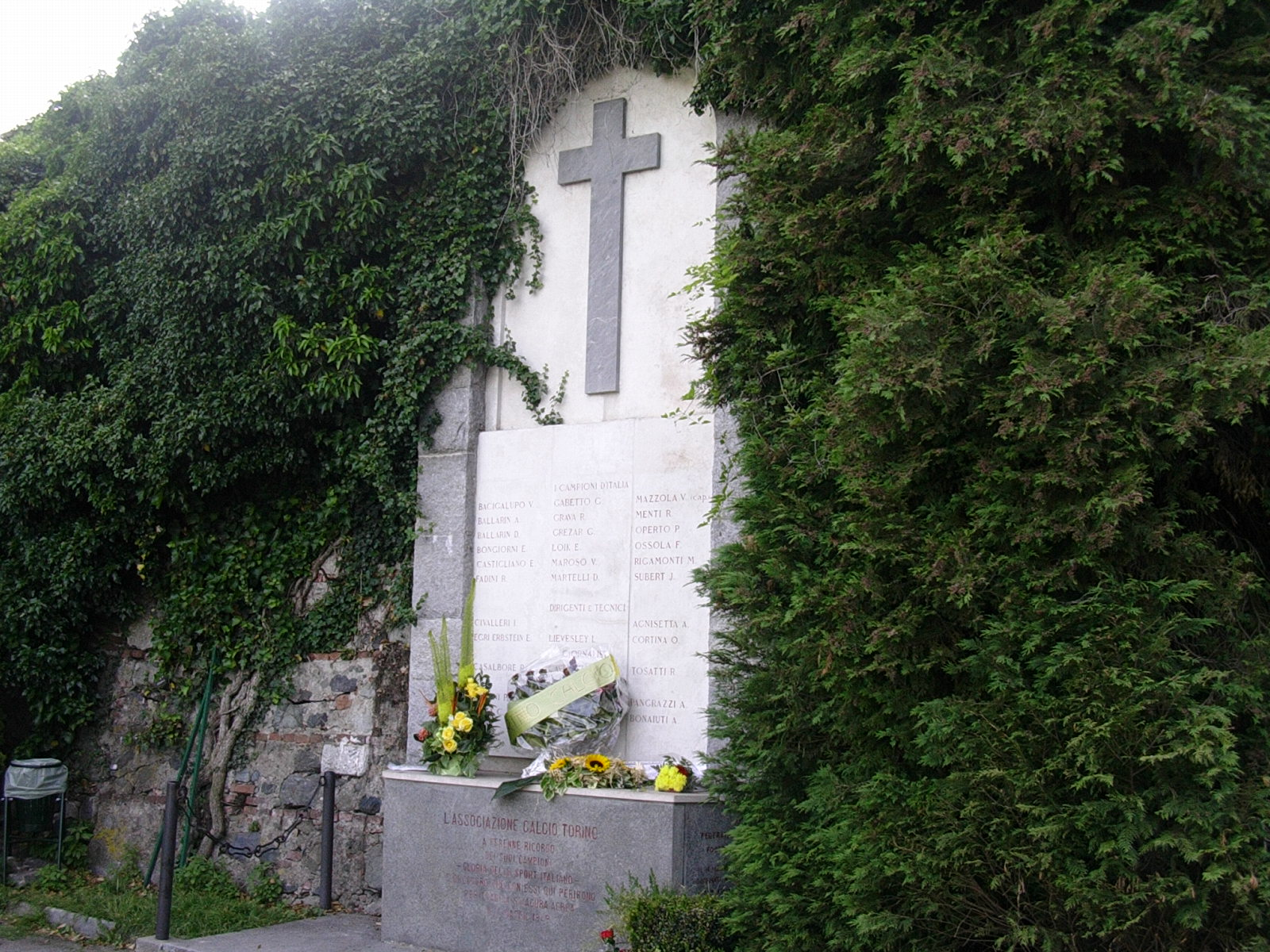
Lápida en homenaje a la plantilla del Torino que falleció el 4 de mayo de 1949.

Cuando se acercaba, el avión se alineó con la pista de aterrizaje de Aeritalia a unas 9 millas de distancia, a 305 m sobre el nivel del mar, con Pino a 290° de su arco. Justo al norte de Pino Torinese se encontraba la Basílica de Superga, situada en una colina a 669 m sobre el nivel del mar. Una teoría para la desviación es que debido al fuerte viento de costado izquierdo, el avión podría haber sufrido una deriva a estribor, que se desplazó del eje de descenso y se alineó con la colina de Superga. Investigaciones recientes también sugirieron la posibilidad de que el altímetro hubiera funcionado incorrectamente y se hubiera bloqueado a 2.000 m, lo que llevó a los pilotos a creer que estaban a mayor altitud.
A las 17:03, el avión giró a la izquierda, puso en vuelo horizontal, y se alineó para prepararse para el aterrizaje, cuando se estrelló en la parte posterior del terraplén de la Basílica de Superga. El piloto, que probablemente creía que la colina Superga estaba a su derecha, lo habría visto emerger directamente frente a él (velocidad 180 km/h, visibilidad 40 m) y no haber podido reaccionar. Los restos no daban ninguna indicación de un intento de dar la vuelta. La única parte de la aeronave que permaneció parcialmente intacta fue la cola.
A las 17:05, Aeritalia Torre llamó a I-ELCE, pero no recibió respuesta. De las 31 personas a bordo, ninguna sobrevivió. Los restos actuales de la aeronave incluyen una hélice, un neumático, piezas dispersas del fuselaje y las bolsas personales de Mazzola, Maroso y Erbstein, que se conservan en un museo en Grugliasco, cerca de Turín. El Museo del Grande Torino y de la Leggenda Granata, alojado en la prestigiosa Villa Claretta Assandri de Grugliasco, fue inaugurado el 4 de mayo de 2008, aniversario de la tragedia. Ocho de los 18 jugadores (así como dos entrenadores y el periodista Renato Casalbore) están enterrados en el Cementerio Monumental de Turín.

## Víctimas del accidente

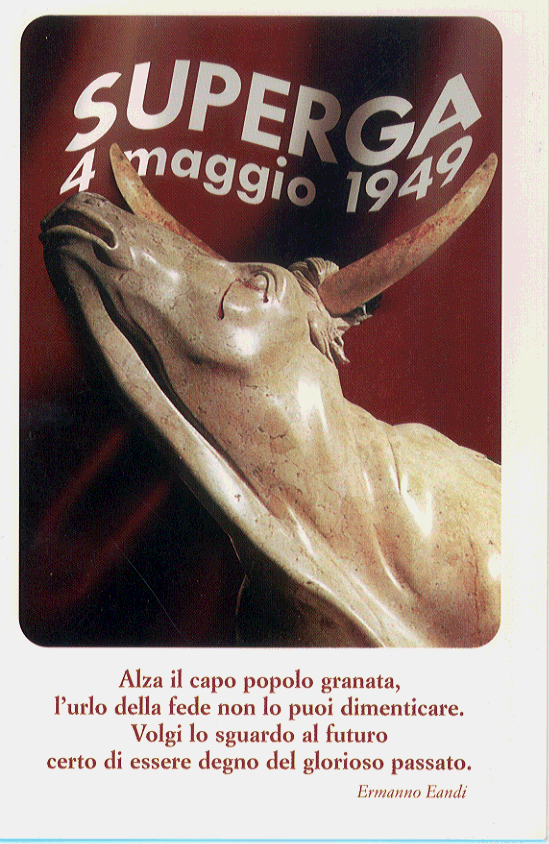
Obra de Ermanno Eandi en conmemoración del 50 aniversario del accidente.

- Jugadores: Valerio Bacigalupo, Aldo Ballarin, Dino Ballarin, Émile Bongiorni, Eusebio Castigliano, Rubens Fadini, Guglielmo Gabetto, Ruggero Grava, Giuseppe Grezar, Ezio Loik, Virgilio Maroso, Danilo Martelli, Valentino Mazzola, Romeo Menti, Piero Operto, Franco Ossola, Mario Rigamonti, Július Schubert.

- Dirigentes: Arnaldo Agnisetta, Ippolito Civalleri.

- Entrenadores: Egri Erbstein, Leslie Levesley.

- Periodistas: Renato Casalbore, Renato Tosatti, Luigi Cavallero.

## Homenajes
Tras el accidente, el club argentino River Plate comenzó a utilizar camisetas alternativas aludiendo al color identificativo del Torino, un hecho que no es desconocido por el club turines con lo que ha llevado a una relación amistosa entre ambas instituciones. 
En ocasión del accidente aéreo sufrido por el Club Chapecoense en 2016, el Torino FC rindió homenaje a Chapecoense en 2017, vistiendo un uniforme verde en un empate con Atalanta. Se produjeron 1,5 mil unidades de la camiseta y parte de los ingresos recaudados por las ventas se traspasó a las familias de las víctimas de la tragedia de Chape. También, en 2021 el club turinés lanzó una camiseta en honor a Chape y la amistad entre los dos equipos, que será utilizada por los porteros de la Selección Italiana en la temporada 2021/2022.
En 2024, en el 75 aniversario de la tragedia, el ciclista Tadej Pogačar lució un brazalete negro en la primera etapa del Giro de Italia que finalizó, precisamente, en la ciudad de Turin.